# Kimbilá (Tixméhuac)
Kimbilá es una pequeña localidad de menos de mil habitantes en el municipio de Tixméhuac, estado de Yucatán, en México. 

## Toponimia
El toponímico Kimbilá significa en idioma maya agua junto al árbol K'inim (Ceiba) también puede significar lugar donde se entibia el agua.

## Localización
Está situada a 33 metros de altitud media sobre el nivel del mar. Sus coordenadas geográficas son: longitud, 20º 17' 45" y latitud, -89º 05' 05" .

## Demografía
Kimbilá tiene 433 habitantes. 222 (51.27%) son hombres y 211 (48.73%) son mujeres, la población mayor de 18 años es de 210.  Cuenta con 79 viviendas.

## Datos históricos
Se desconocen los datos exactos sobre la fundación de Kimbilá pero se sabe que antes de la conquista de Yucatán la región donde se ubica perteneció a la jursidicción de Tutul Xiú.

## Vestigios arqueológicos
En la localidad de Kimbilá hay yacimientos arqueológicos de la cultura maya precolombina del estilo Puuc, como también los hay en las cercanías de la cabecera municipal y en los poblados vecinos de Chucub, Modzil y Nocas. Todos ellos tienen interés turístico.